# Communauté de communes de la région de Machecoul
La communauté de communes de la région de Machecoul était une intercommunalité française, située dans le département de la Loire-Atlantique (région Pays de la Loire). Elle fut dissoute le 31 décembre 2016.

## Histoire
La Communauté de communes de la Région de Machecoul a été créée par arrêté préfectoral le 1er janvier 2002 en remplacement du District de la Région de Machecoul créé 10 ans plus tôt. Ce même district a pris la suite du SIVOM de la Région de Machecoul créé en 1972 sous l'impulsion de Robert Girard maire de La Marne jusqu'en 2001 et Hubert Preneau, maire de la commune de Paulx jusqu'en 2008. Robert Girard fut le premier président du SIVOM, socle de l'EPCI (établissement public de coopération intercommunale) actuel. Il fut Président de la structure intercommunale SIVOM puis le District de 1972 à 1995.
À l'origine, le SIVOM était composé de sept communes (Fresnay-en-Retz, La Marne, Machecoul, Paulx, Saint-Mars-de-Coutais, Saint-Étienne-de-Mer-Morte, Saint-Même-le-Tenu). La commune de Bourgneuf-en-Retz, dont le Maire était Robert Blanchard a intégré la Communauté de communes de la Région de Machecoul au 1er janvier 2004 alors présidée par Rogation Foucher, président pendant deux mandats de 1995 à 2008.
En 2008, Marie-Josèphe Boucard, Maire de Fresnay-en-Retz fut élue présidente de la communauté de communes. Elle quitta cette fonction en 2014 et laissa la présidence à Jean Charrier, maire de Saint-Mars-de-Coutais et conseiller général du canton de Machecoul.
Après sa réélection à la fonction de conseiller départemental du nouveau canton de Machecoul et sa désignation au poste de vice-président du conseil départemental de la Loire-Atlantique, Jean Charrier a quitté sa fonction de président de la communauté de communes en novembre 2015. Jean-Bernard Ferrer, alors maire de Fresnay-en-Retz, (maire délégué depuis le 1er janvier 2016) a pris la présidence de la communauté de communes le 25 novembre 2015.
Avec la création des communes nouvelles Machecoul-Saint-Même (Machecoul et Saint-Même-le-Tenu) et Villeneuve-en-Retz (Bourgneuf-en-Retz et Fresnay-en-Retz), la communauté de communes est désormais composée de six communes depuis le 1er janvier 2016.
En 2016, les Communautés de communes de la Région de Machecoul et Loire-Atlantique méridionale décident de la création d'une intercommunalité unique baptisée communauté de communes Sud Retz Atlantique qui doit voir le jour le 1er janvier 2017 et dont la création fut officialisée par un arrêté préfectoral en date du 14 novembre 2016.

## Territoire communautaire

### Géographie
Située au sud du département et au sud-ouest de l'agglomération nantaise, la communauté de communes. Elle regroupait deux des six communes du canton de Bourgneuf-en-Retz et les six communes du canton de Machecoul. Elle était par ailleurs rattachée au pays de Retz au sens de la loi Voynet.

### Composition
La communauté de communes de la Région de Machecoul était composée, depuis le 1er janvier 2016, de six communes, à la suite de la création des communes nouvelles de Machecoul-Saint-Même et Villeneuve-en-Retz :
| Nom                          | Code Insee | Gentilé       | Superficie (km2) | Population (dernière pop. légale) | Densité (hab./km2) |
| ---------------------------- | ---------- | ------------- | ---------------- | --------------------------------- | ------------------ |
| Machecoul-Saint-Même (siège) | 44087      |               | 84,89            | 7 315 (2014)                      | 86                 |
| Villeneuve-en-Retz           | 44021      | Villeretziens | 73,68            | 4 880 (2014)                      | 66                 |
| La Marne                     | 44090      | Marnais       | 17,80            | 1 406 (2014)                      | 79                 |
| Paulx                        | 44119      | Palucéens     | 35,92            | 1 965 (2014)                      | 55                 |
| Saint-Étienne-de-Mer-Morte   | 44157      | Stéphanois    | 27,33            | 1 650 (2014)                      | 60                 |
| Saint-Mars-de-Coutais        | 44178      | Saint-Marins  | 34,67            | 2 617 (2014)                      | 75                 |

## Administration

### Siège
Le siège de la communauté de communes était à Machecoul, 2 rue Galilée.

### Conseil communautaire
Les 32 conseillers titulaires étaient répartis selon le droit commun comme suit :
| Nombre de conseillers | Communes                                      |
| --------------------- | --------------------------------------------- |
| 10                    | Machecoul                                     |
| 6                     | Bourgneuf-en-Retz                             |
| 4                     | Saint-Mars-de-Coutais                         |
| 3                     | Paulx, Saint-Étienne-de-Mer-Morte             |
| 2                     | Fresnay-en-Retz, La Marne, Saint-Même-le-Tenu |

### Élus
La communauté de communes était administrée par un conseil communautaire constitué en 2014 de 32 conseillers communautaires.
À la suite des élections municipales de 2014 en Loire-Atlantique, le conseil communautaire du 23 avril 2014 avait élu son président, Jean Charrier, maire de Saint-Mars-de-Coutais, ainsi que ses 8 vice-présidents. 
Le bureau est remanié le 25 novembre 2015 après la démission de Jean Charrier pour cause de cumul de mandats et l'élection de Jean-Bernard Ferrer, maire de Fresnay-en-Retz, comme nouveau président. La liste des vice-présidents était alors la suivante :
|     | Attributions | Identité            | Qualité                             |
| --- | ------------ | ------------------- | ----------------------------------- |
| 1er | -            | Didier Favreau      | Maire de Machecoul                  |
| 2e  | -            | Alain Durrens       | Maire de Bourgneuf-en-Retz          |
| 3e  | -            | Jean Gilet          | Maire de Saint-Étienne-de-Mer-Morte |
| 4e  | -            | Hervé de Villepin   | Maire de Saint-Même-le-Tenu         |
| 5e  | -            | Jean-Paul Charriau  | Maire de Paulx                      |
| 6e  | -            | Christophe Chauloux | Maire de La Marne                   |
| 7e  | -            | Jean Charrier       | Maire de Saint-Mars-de-Coutais      |
| 8e  | -            | Pascal Beillevaire  | Conseiller municipal de Machecoul   |

### Liste des présidents
| Période                                    | Période       | Identité              | Étiquette | Qualité |
| ------------------------------------------ | ------------- | --------------------- | --------- | --- |
| Syndicat intercommunal à vocation multiple |               |                       |           | |
| 1972                                       | décembre 1992 | Robert Girard         | DVD       | Maire de La Marne (1953 → 2001) Conseiller général de Machecoul (1970 → 1994)                                                        |
| District                                   |               |                       |           | |
| décembre 1992                              | juillet 1995  | Robert Girard         | DVD       | Maire de La Marne (1953 → 2001) Conseiller général de Machecoul (1970 → 1994)                                                        |
| juillet 1995                               | décembre 2001 | Rogatien Foucher      | UDF       | Conseiller municipal de Machecoul (1989 → 2014) Conseiller général de Machecoul (2001 → 2008)                                        |
| Communauté de communes                     |               |                       |           | |
| janvier 2002                               | avril 2008    | Rogatien Foucher      | UDF       | Conseiller municipal de Machecoul (1989 → 2014) Conseiller général de Machecoul (2001 → 2008)                                        |
| avril 2008                                 | avril 2014    | Marie-Josèphe Boucard | NC        | Maire de Fresnay-en-Retz (2001 → 2014)                                                                                               |
| avril 2014                                 | novembre 2015 | Jean Charrier         | DVG       | Maire de Saint-Mars-de-Coutais (2001 → ) Conseiller général de Machecoul (2008 → 2015) Démissionnaire pour cause de cumul de mandats |
| novembre 2015                              | décembre 2016 | Jean-Bernard Ferrer   | UDI       | Maire (2014 → 2015) puis maire délégué de Fresnay-en-Retz (2016 → 2020)                                                              |

### Compétences
La communauté de communes intervient sur les domaines transférés par ses communes membres. 
Elle fut adhérente du Syndicat du PETR du Pays de Grandlieu, Machecoul et Logne, jusqu'à la dissolution de cette structure intercommunale au 31 décembre 2015. Elle adhère à plusieurs structures intercommunales : PETR du SCOT du Pays de Retz (instance de support du Schéma de COhérence Territoriale), Syndicat Mixte de la Région de Grandlieu-Machecoul-Legé pour l'exploitation et la gestion du CET des Six Pièces (Centre de traitement des déchets ménagers). 
Les principales compétences de la communauté de communes de la région de Machecoul sont : 
- aménagement du territoire (SCOT) ;
- développement économique ;
- protection et mise en valeur de l’environnement ;
- politique de logement social ;
- création, aménagement et entretien de la voirie ;
- construction, aménagement, entretien et gestion des équipements sportifs ;
- sport et cadre de vie.